# Peter Sapia
Peter Gemongo Sapia est un homme politique papou-néo-guinéen.

## Biographie
Élu au Parlement national aux élections de 2017 comme député du district de la côte Rai (en), avec l'étiquette du parti de la Papouasie-Nouvelle-Guinée, il est en 2019 l'un des fondateurs du Parti travailliste unifié, qui se fait le parti du Congrès des syndicats de Papouasie-Nouvelle-Guinée. 
C'est dans sa circonscription que se trouve l'usine Ramu Nickel, propriété de l'entreprise chinoise China Metallurgical Group et qui en août 2019 déverse des déchets potentiellement toxiques dans la baie Basamuk. Peter Sapia demande initialement sans succès au ministre des Mines, Johnson Tuke, de fermer la mine, en raison non seulement de cet incident environnemental mais aussi car il affirme qu'elle n'a rien contribué à la communauté locale, en manque de routes, d'écoles et d'hôpitaux,. Le gouvernement ordonne finalement la fermeture provisoire de la mine en octobre, précisant que l'entreprise n'a pas appliqué les mesures exigées pour réparer les dégâts environnementaux qu'elle a causés. En mai 2021, Peter Sapia est nommé adjoint au ministre des Mines dans le gouvernement de James Marape,.
Aux élections législatives de 2022, il est battu dans sa circonscription par Kessy Sawang, la candidate du Parti pour le peuple d'abord.